# Даниловские Печи
Даниловские Печи — опустевший поселок в Ермишинском районе Рязанской области. Входит в Нарминское сельское поселение.

## География
Находится в северо-восточной части Рязанской области на расстоянии приблизительно 22 км на северо-запад по прямой от районного центра поселка Ермишь.

## История
Поселок образован в 1930 году рядом с Даниловским кордоном. Жители поселка занимались изготовлением древесного угля. В 1960 году здесь проживало более 600 постоянных рабочих и служащих. Затем производство начало сворачиваться. В 1989 году рабочих лесокомбината перевели в Игошино и поселок быстро обезлюдел. В 1999 году еще оставалась одна семья.

## Население
| 1981 | 2004 | 2010 | 2011 | 2023 |
| ---- | ---- | ---- | ---- | ---- |
| 100  | ↘0   | →0   | →0   | →0   |

Численность населения: 128 человек (1951 год), 179 (1971), 67 (1986), 2 (1999), 0 в 2002 году, 0 в 2010.